# Magda Fertacz
Magda Fertacz (* 1975, Varšava) je polská dramatička a projektantka interiérů. 

## Biografie
Absolvovala Vyšší školu komunikace a současných médií a poté novinářskou fakultu na Varšavské univerzitě. Pracuje jako architektka interiérů.
	Přitom také píše filmové scénáře a divadelní hry. Jako autorka divadelních her debutovala v roce 2005, kdy byla její divadelní hra Prach (Kurz) oceněna v soutěži „Odvážný Radom“ organizované Divadlem J. Kochanowského v Radomi. Její druhá divadelní hra Absint z roku 2005 dostala druhou cenu na Festivalu současných polských divadelních her RAPORT v Gdyni a ocenění v soutěži o nejlepší současnou divadelní hru organizovanou polským ministerstvem kultury. Tato hra byla vzápětí inscenována divadlem Laboratoř dramatu ve Varšavě. Režie se ujal Aldon Figura. Prvního zahraničního uvedení se dočkala v roce 2008 v izraelském Tel-Avivu (2008), následovala inscenace v Divadle Lutaka ve slovinském Mostaru (2008). Následovala scénická čtení v Divadle Starém v polském Krakově a v divadle Turteatern ve švédském Stockholmu. Text hry byl publikován nejen v Polsku, ale i v Rusku a Bulharsku.
	Nejnovější drama Magdy Fertacz Trash Story vyhrálo první cenu v literární soutěži „Gdaňská literární cena“ v roce 2008. Vzápětí se dočkala řady realizací. Polskou premiéru zajistilo Divadlo Ateneum ve Varšavě (premiéra 21. listopadu 2008), kde zůstává na repertoáru dodnes. Hra se dočkala řady scénických čtení, a to v Divadle Studio ve Varšavě (2008), v divadle „Odrama“ v Opoli (2008), v divadle v Bialystoku v rámci festivalu „Bialysztuk“ (2008), v divadle v Gdyni (2008) a v regionální televizi tamtéž v programu „Divadlo na pobřeží“ (2008). Dočkala se i německého a slovenského překladu, scénického čtení v divadle Maxima Gorkého v Berlíně (2009) a scénického čtení v rámci dnů polské kultury v Bratislavě koncem března 2009. Text hry publikoval polský časopis Dialog č. 4/2008 a slovenský časopis Vlna ve stejném roce.
	Všechny tři divadelní hry Magdy Fertacz se dočkaly českého překladu. Texty her Prach (Kurz) a Trash Story jsou k dispozici v knihovně pražského Divadelního ústavu a v elektronické formě v agentuře DILIA. Hra Trash Story se dočkala své české premiéry v roce 2010 v Divadle Silesia v Ostravě.